# Kazuhiro Murakami
Pour les articles homonymes, voir Murakami.
Kazuhiro Murakami (村上 和弘, Murakami Kazuhiro) est un footballeur japonais né le 20 janvier 1981.

## Biographie
Kazuhiko Murakami et un joueur de football. Il est né le 20 janvier 1981 à Mie, au Japon.